# (16960) 1998 QS52
(16960) 1998 QS52 est un gros astéroïde Apollon, également aréocroiseur, cythérocroiseur et herméocroiseur, classé comme potentiellement dangereux. Il fut découvert par LINEAR à Socorro le 25 août 1998.